# Simona Rožman Strnad
Simona Rožman Strnad, rojena Simona Rožman, slovenska zborovodkinja, dirigentka in kulturna delavka, * 1968, Brežice.
Simona Rožman Strnad je diplomirala na oddelku glasbene pedagogike na Pedagoški fakulteti Maribor iz zborovskega dirigiranja. V času študija in še nekaj let zatem je nabirala znanje tudi kot pevka in korepetitorka v zboru Carmina Slovenica. Jeseni leta 1992 je v Brežicah ustanovila Mešani pevski zbor Viva. V času zaposlitve na Glasbeni šoli Brežice in Gimnaziji Brežice je vodila tudi otroški pevski zbor glasbene šole Brežice in dekliški pevski zbor na Gimnaziji Brežice. Sedaj je zaposlena kot vodja območne izpostave Brežice pri Javnem skladu Republike Slovenije za kulturne dejavnosti.
Udeležila se je mnogih seminarjev in delavnic za zborovske dirigente, ki so jih vodili priznani strokovnjaki kot so Karmina Šilec, Andraž Hauptman, Gabor Hollerung, Gert Frischmuth, Garry Graden. Na 6. mednarodnem zborovskem tekmovanju »In canto sul Garda« 2001 v Rivi del Garda je prejela nagrado – štipendijo za najboljšega mladega zborovodjo tekmovanja. Z Mešanim pevskim zborom Viva koncertira po Sloveniji in tujini ter se udeležuje državnih in mednarodnih tekmovanj.